# Llévate mis amores
Llévate mis amores es una película mexicana de 2014 dirigida por Arturo González Villaseñor y producida por Indira Cato, en la que se narra la vida de un grupo de mujeres solidarias que provee de alimentos a los migrantes que viajan en el tren de carga conocido como la “La Bestia” rumbo a Estados Unidos. 

## Historia
Llévate mis amores es la primera película producida por la Universidad Autónoma Metropolitana Unidad Xochimilco. Su premiere mundial es en el Festival Internacional de Cine de los Cabos, donde obtiene el premio “México Primero”. Posteriormente su estreno internacional es en el IDFA, en  Amsterdam, siendo una de las favoritas del público. 
Forma parte del segundo Foro ‘Talento Emergente’ de la Cineteca Nacional, que busca acercar óperas primas y segundas películas de directores internacionales y mexicanos a nuevas audiencias, donde consigue el segundo lugar de asistencia durante el ciclo. 
Obtiene el fondo EFICINE Distribución para su estreno en salas comerciales en octubre de 2016, y se convierte en una de las 15 películas mexicanas más vistas en la historia de la Cineteca Nacional en México. 
En Estados Unidos cuenta con el agente de ventas ‘Outsider Pictures’ y es parte del acervo fílmico de todas las Bibliotecas Públicas del Estado de California, E.U.A.
Para el resto del mundo el agente de ventas ‘Rise & Shine’ la ha estrenado en salas independientes y televisión en China, Alemania, Francia, España, Japón, Hong Kong, Suecia, entre otros.
Actualmente la película está disponible en plataformas digitales como: MUBI, Amazon Prime, Google Play, Youtube, FilminLatino.

## Sinopsis
México comparte con Estados Unidos la frontera más grande entre el primer y el tercer mundo. Eso lo hace el puente de miles de migrantes que cruzan el país en el tren La Bestia, expuestos a todos los peligros. Ahí se encuentran con "Las Patronas", el grupo de mujeres mexicanas que desde 1995, todos los días, prepara comida que lanza a los desprotegidos sin que el tren se detenga. Este documental es un acercamiento íntimo, un diario personal que traza la frontera entre la vida que les tocó vivir y la que ellas eligieron. En medio de un país en guerra, en un mundo donde la esperanza parece perdida, Las Patronas rescatan el principal valor humano que día a día se desvanece: el amor por el otro.

## Premios y Distinciones
- Los Cabos International Film Festival, México, 2014. Premio México Primero, Mejor Película.
- International Documentary Film Festival Amsterdam (IDFA), Panorama, Netherlands, 2014.  Top 25 IDFA Audience Award.
- Festival Internacional de San Cristóbal de las Casas, Largometraje Documental, México, 2015. Mención Honorífica. 
- Ambulante gira de documentales, Dictators Cut, México, 2015.
- One World International Human Rights Documentary Film Festival, Documentary Competition, Czech Republic, 2015.
- Festival Cinélatino Recontres de Toulouse, Panorama, France, 2015.
- San Francisco International Film Festival, Global Visions, USA, 2015.
- Freiburger Film Forum, Global Migration and Refugee, Germany, 2015.
- Edinburgh International Film Festival, Documentary Competition, Scotland, 2015. Nominated Best Documentary Film.
- Festival Internacional de Cine de Guanajuato, Mexicomorfosis, México, 2015.
- Viva México, Rencontres Cinématographiques, Paris, France, 2015. Prix Du Public. 
- Universidad Nacional Autónoma de México, Premio José Rovirosa, Competencia Mejor Largometraje Mexicano, México 2015.
- Festival del Libertés, Bélgica, 2015. Mention Spéciale du Jury.
- Certamen Internacional de Cine Documental sobre Migraciones y Exilios CEMEDOC, D.F., México, 2015.  Premio CEME DOC 2015.
- Rencontres Internationales du Documentaire de Montréal, Canadá, RIDM, 2015.   Nominated “Women Inmates’ Award”  
- Department of Spanish & Portuguese, Universidad de California en Berkeley, California, 2016.
- Festival Internacional de Cine Álamos Mágico, Sonora, México, 2016. Mejor Documental 2016. 
- Millenium Documentary Film Festival, International Competition, Bruselas, Bélgica, 2016. Objectif de Bronze, Best Human Rights Message. 
- Ibero American Documentary Film Festival, Edimburgo, Escocia, 2016.
- Festival International du Documentaire en Cévennes, Ganges, Le Vigan, Pont Monvert, Florac, Vialas, Valleraugue, Frances, 2016.
- Mostra de Cinema Llatinoamerica de Lleida, Competencia Internacional, Lérida, España, 2016. 
Mejor Documental y Premio del Público
- Festival Internacional del Cine Pobre, Competencia Internacional, Gibara-Holguín, Cuba, 2016.  Premio Telesur Mejor Documental y Mención Honorífica del Jurado. 
- Third Annual Immigration Film Festival, Washington DC, octubre de 2016. Award Best of fest. 
- Cineteca Nacional, México, octubre de 2016. Foro Talento Emergente.
- DIVA Festival de Cine Diversidad Valparaíso, Chile, noviembre de 2016. Premio Especial del Jurado. 
- Festival Internacional de Documentales "Santiago Álvarez in Memoriam", Santiago de Cuba, marzo de 2017.  Primer Premio Mejor Película. 
- Seleccionada por la Academia Mexicana de Artes y Ciencias Cinematográficas (AMACC) para representar a México en los Premios Platino del Cine Iberoamericano en la categoría “Mejor Documental” 2017. 
- Periodistas Cinematográficos de México A.C. (PECIME) Ciudad de México, abril de 2017.  Diosa de Plata “Francisco Pina”.

## Impacto
- ‘De amores que te llevan’ de Indira Cato, ensayo dentro del libro “Cine político en México (1968-2017)”.  Conjunto de ensayos dedicados a analizar los discursos que se tejen sobre historias inspiradas en acontecimientos contemporáneos, donde se valoran obras en su sentido documental, en la experiencia estética que provocan, y en la acción política que construyen. Y el segundo eje, Experiencias, contiene un conjunto de relatos de cineastas, productores y videoastas que debaten sobre su profesión como buscadores de historias y reflexionan sobre los procesos que los llevan a la definición de una idea y lo que resulta de ella en el camino; son historias de confidencia, de conflictos, que se preguntan sobre ese compromiso que establecen con la realidad. Editado por Adriana Estrada Álvarez, Nicolas Défossé and Diego Zavala Scherer.
- La novedad femisolidaria, de Ayala Blanco, ensayo dentro del libro "La novedad del cine mexicano" (2018). Los textos se configuran en torno a un hilo conductor, el concepto que da título al libro, y los apartados organizan el material de acuerdo con el carácter de sus realizadores: veteranos, maduros, que consiguen hacer una segunda obra, debutantes, documentalistas, cortometrajistas y mujeres cineastas. Las fuentes de estudio son siempre directas, las películas mismas, que son contrastadas con el amplio bagaje cultural del autor, quien relaciona interdisciplinariamente áreas como la sociología, la antropología, la filosofía, la literatura y la comunicación, con los propios de la historia cinematográfica. La novedad del cine mexicano se suma a sus antecesoras para dar cuenta del fenómeno fílmico nacional, escudriñando sistemática y rigurosamente la producción actual de una industria que en los últimos años supera cifras de producción, y que llevan al autor a preguntarse "¿qué es lo nuevo del cine mexicano?, ¿hay algo nuevo en el cine mexicano, o simplemente sólo algo reciente?, y de ellos, ¿cuántos y cuáles serán los realmente novedosos o innovadores?".
- História das Américas através do Cinema, Ensayo Llévate mis amores Documentário e historia do tempo presente de Tereza M. Spyer Dulci.
- El documental se ha convertido en un importante registro histórico que sirve para conservar y rendir tributo al grupo de mujeres “Las Patronas” quienes desde hace más de veinticinco años han luchado por proteger, acobijar y defender a las personas centroamericanas.

## Crítica
"Un acontecimiento luminoso dentro de la negrura de las malas noticias es el estreno del documental 'Llévate mis amores', (...) no sólo expone el grave peligro que corre la migración centroamericana en su paso por México, sino que evidencia las historias de cada una de Las Patronas." Carlos Bonfil: Diario La Jornada. 
"Se trata (...) de ese cine que, como estas mujeres, tiene un compromiso con su gente, con su tierra, con usted, conmigo. Véala, atesórela." Ximena Urrutia: Diario La Razón de México. 
"Con una estructura convencional, que sin embargo no deja de ser emocionante por la humanidad del retrato, (...) González cuenta tres historias en una." Alejandro Alemán: Diario El Universal. 
"La cinta muestra que para ejercer la empatía no hace falta pedir permiso, y que la solidaridad cotidiana puede hacer un mundo de diferencia."  Fernanda Solórzano: Letras Libres.
"Un documental de contenido social que cuenta una historia sobre personajes olvidados, de esos que mantienen este país en pie sin que aparezcan en los periódicos o los noticiarios. (...) Bellísimo trabajo." Lucero Solórzano: Diario Excélsior.